# The Texas Tribune
Le Texas Tribune est un site internet d'information politique et de politique publique à but non lucratif dont le siège social est à Austin (Texas), États-Unis. Son objectif déclaré est de promouvoir l'engagement civique par le biais d'un journalisme original et explicatif ainsi que par la tenue d'événements publics. Comme d'autres médias électronique, il s'inscrit dans une tendance vers un journalisme à but non lucratif qui autorise la republication de contenu en ligne et sur papier. Le Texas Tribune organise divers événements et conférences, notamment le Texas Tribune Festival, qui attire des journalistes et des politiciens nationaux pour des interviews et des forums.